# Кислая Дубина
Кислая Дубина (укр. Кисла Дубина) — село,
Павловский сельский совет,
Белопольский район,
Сумская область,
Украина.
Код КОАТУУ — 5920686604. Население по переписи 2001 года составляло 75 человек .

## Географическое положение
Село Кислая Дубина находится в 4-х км от правого берега реки Павловка.
На расстоянии в 1,5 км расположены сёла Сорокино и Новоивановка.
По селу протекает пересыхающий ручей с запрудой.
Рядом проходит железная дорога, станция Платформа 312 км.